# Vigyázó-csúcs
A Vigyázó-csúcs, más néven Vlegyásza-csúcs (románul: Vârful Vlădeasa) 1836 méteres tengerszint feletti magasságával a Vlegyásza-hegység legmagasabb csúcsa, egyben az Erdélyi-szigethegység 2. legmagasabb hegye, alig 11 méterrel elmaradva a Nagy-Bihar mögött.

## Jellemzői
A hegygerincet 2 csúcs, a Vigyázó és a Déli-vigyázó (Vlădeasa Sud) alkotja, amelyek egymástól rövid távolságra és nagyjából azonos magasságban vannak, a két csúcsot észak-déli irányban hosszan elnyúló keskeny, fátlan fennsík köti össze. Ennek hossza a két csúcs között nagyjából 700 méter, de a déli lejtőn több mint 2 kilométer hosszúságban elnyúlik. A Vigyázó-csúcs tetején egy elkerített meteorológiai állomás és a hozzá tartozó épület, valamint egy távközlési átjátszótorony található. A csúcs déli oldalán a periglaciális eljegesedés nyomai láthatók, a csúcsról a Fehér kövek felé vezető lejtőn pedig egy kis kialakulatlan gleccsercirkusz nyomait láthatjuk. Tágas kilátás nyílik a közeli Pádis-fennsíkra és a Bihar-hegységre, az Öreghavasra, sőt a Bánffyhunyadi-medencére is; decemberi napokon, amikor a felhők alacsonyan vannak és a levegő felettük tiszta, akár a Retyezát-hegység és a Radnai-havasok csúcsai is láthatók. A csúcstól északra, 1400 méteres magasságban működik a Vigyázó menedékház.

## Fordítás
- Ez a szócikk részben vagy egészben  a   Vârful Vlădeasa, Masivul Vlădeasa című román Wikipédia-szócikk ezen változatának fordításán alapul.  Az eredeti cikk szerkesztőit annak laptörténete sorolja fel. Ez a jelzés csupán a megfogalmazás eredetét és a szerzői jogokat jelzi, nem szolgál a cikkben szereplő információk forrásmegjelöléseként.